# Ready Player One: Hra začíná (film)
Ready Player One: Hra začíná (v anglickém originále Ready Player One) je americký dobrodružný sci-fi film z roku 2018, který natočil Steven Spielberg dle stejnojmenné knihy z roku 2011 od Ernesta Clina. Ten se také podílel na scénáři k filmu. V hlavních rolích se objevují Tye Sheridan, Olivia Cooke, Ben Mendelsohn, Lena Waithe, Simon Pegg, Hannah John-Kamen a Mark Rylance.

## Příběh
Děj filmu se odehrává v roce 2045, kdy většina populace k útěku ze skutečného světa využívá software virtuální reality zvaný OASIS, ve kterém hráči mohou dělat téměř cokoliv. Hlavní hrdina Wade Watts se zároveň účastní soutěže o nalezení takzvaného easter eggu, jehož nálezce získá kompletní kontrolu nad OASIS. Toho se ale také snaží dosáhnout korporátní společnost vedená Nolanem Sorrentem a Watts se spojuje se svými přáteli ve snaze jim v tom zabránit.

## Produkce
Společnost Warner Bros zakoupila práva ke stejnojmenné knize v roce 2010, rok před samotným uvedením knihy. Společnost Warner Bros se snažila přesvědčit řadu předních režisérů. Prvním z nich byl Christopher Nolan, který měl filmem navázat na právě dokončené sci-fi Interstellar (2014). Poté, co Nolan odmítl, byli osloveni Robert Zemeckis, Edgar Wright, Matthew Vaughn, Josh Trank nebo Peter Jackson. Nakonec byl osloven Steven Spielberg, který nabídku přijal a film také produkoval. Natáčení začalo v červenci roku 2016 ve Spojeném království. Lokace amerického města Columbus byly natočeny v britském Birminghamu, natáčení probíhalo také ve studiích Warner Bros v Leavsdenu a na dalších místech.

## Uvedení
Film měl premiéru 11. března 2018 na americkém filmovém festivalu South by Southwest. Do amerických kin byl uveden 29. března 2018 společností Warner Bros. Pictures ve 2D, RealD 3D, IMAX a IMAX 3D. Film získal za vizuální efekty nominace na Oscara, Critics' Choice Movie Awards a Filmovou cenu Britské akademie.

## Obsazení

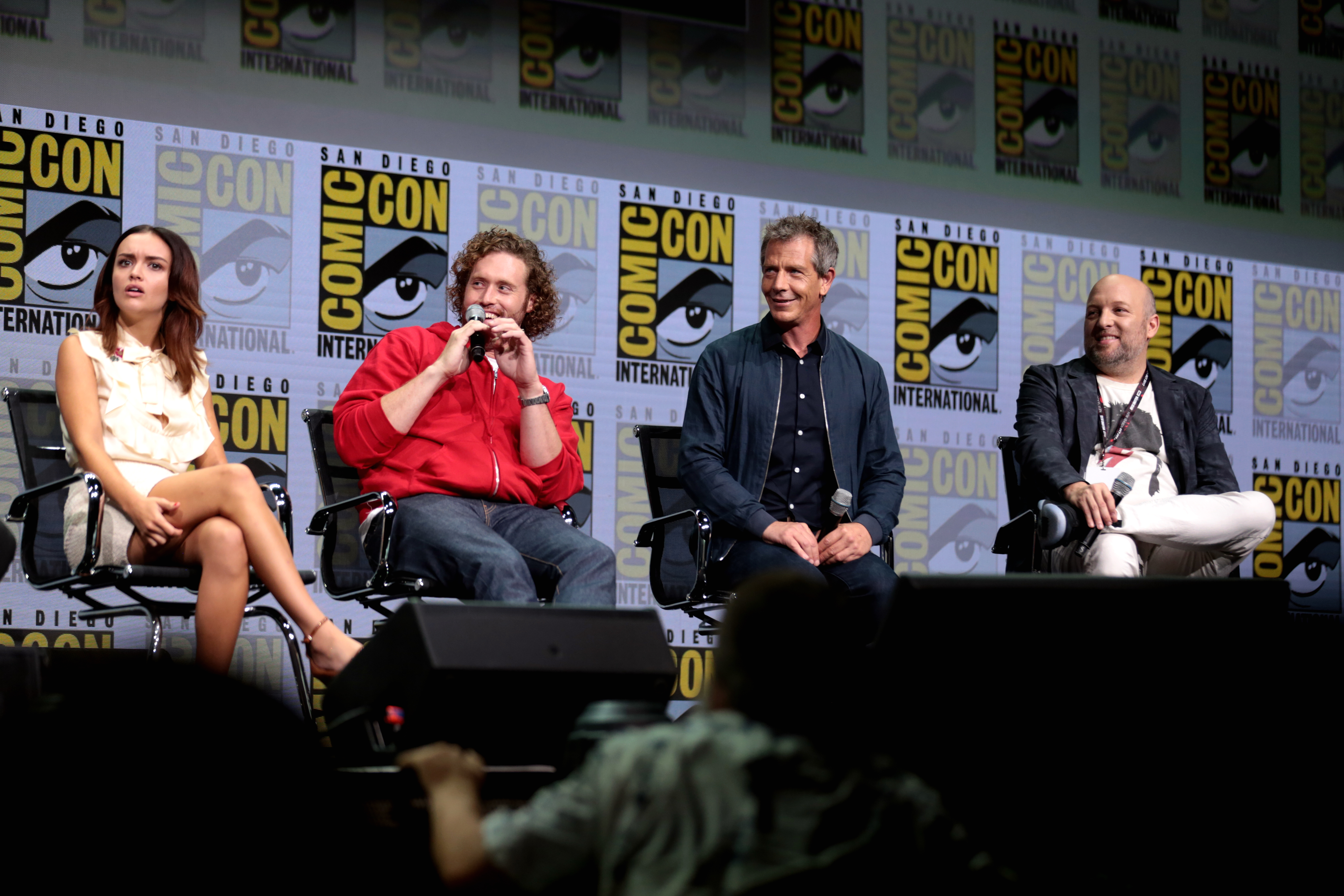
Olivia Cooke, T. J. Miller, Ben Mendelsohn a Zak Penn na Comic-Conu 2017

- Tye Sheridan jako Wade Watts / Parzival (český dabing: Robin Pařík)
- Olivia Cooke jako Samantha Cook / Art3mis (český dabing: Terezie Taberyová)
- Ben Mendelsohn jako Nolan Sorrento (český dabing: Svatopluk Schuller)
- Lena Waithe jako Helen / Aech (český dabing: Jana Zenáhlíková)
- Simon Pegg jako Ogden Morrow / kurátor (český dabing: Petr Lněnička)
- Hannah John-Kamen jako F'Nale Zandor (český dabing: Irena Máchová)
- Mark Rylance jako James Halliday / Anorak

## Zajímavosti
- Ve filmu je řada popkulturních odkazů na počítačové hry (Adventure, ...), i kultuvní filmy (Návrat do budoucnosti, The Shining, Železný obr, King Kong, Godzilla)
- Část filmu se odehrává v prostředí klasického hororu Stanley Kubricka Osvícení (The Shining) – tvůrci VFX vytvořili věrnou kopii prostředí hotelu Overlook, kterou spojili se samotnými ukázkami z filmu[10]